# Gitagum
Gitagum é um município de  quinta classe de renda municipal (d) na província Misamis Oriental, nas Filipinas. De acordo com o censo de 1 de maio  de  2020 possui uma população de 17 920 pessoas e 4 556 domicílios.